# Werk Arena (1967)
Werk Arena je sportovní stadion v Třinci, kde odehrával svoje domácí zápasy klub HC Oceláři Třinec. V únoru roku 1967 byla v areálu na Lesní ulici postavena uměle chlazená ledová plocha. Roku 1976 byla tato plocha zastřešena. Ocelovou konstrukci vyrobily Třinecké železárny. Kapacita stadionu dosahuje 5 200 míst. Poslední extraligové utkání Oceláři Třinec odehrál na tomto ledě 10. dubna 2014 proti PSG Zlín, ve kterém prohráli 3:4 po prodloužení (5. semifinálové utkání).
Od sezóny 2014/15 hraje tým Ocelářů v blízké nově postavené sportovní hale, která je rovněž pojmenována jako Werk Arena. V roce 2016 byla ledová plocha stadionu definitivně odstavena. Stalo se tak i kvůli otevření nové tréninkové haly v blízkosti nové Werk Areny. V roce 2022 začal projekt přestavby haly na centrum pro výzkum cirkulární ekonomiky s názvem CirkArena.
V neděli 1. června 2025 se konala poslední rozlučková akce  před její demolici. Nově na stejném místě vznikne vědecké pracoviště s názvem CirkArena. 